# ジャン＝ポール・リオペル

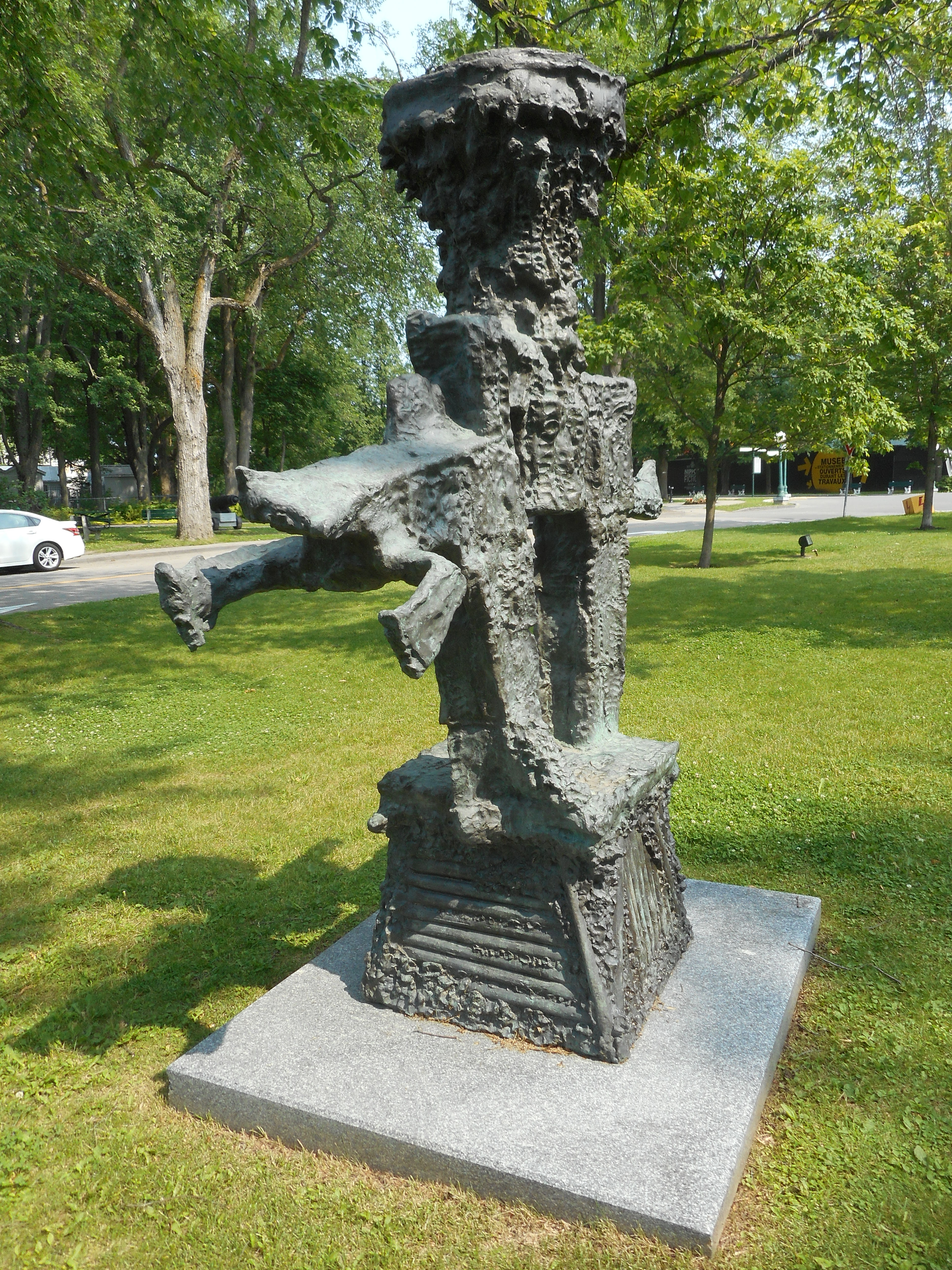
ケベック国立美術館のリオペルの彫刻作品「La Tour」

ジャン＝ポール・リオペル（Jean-Paul Riopelle、1923年10月7日 - 2002年3月12日）は、カナダの画家、彫刻家である。シュールレアリスムのスタイルの作品や抽象絵画、報告を制作した。

## 略歴
モントリオールで生まれた。幼い頃から絵を描きのが好きで、6歳から、モントリオールで絵画学校を開いていたアンリ・ビッソン（Henri Bisson）のもとに通い、10年間、毎土曜日に風景や人物、静物画を描いた。父親の勧めで建築家になるために、1939年から1940年にはモントリオール理工科大学で建築コースを受講した。
1940年代に入ると、モントリオール美術学校 (École des beaux-arts de Montréal)でポール＝エミール・ボルデュア（Paul-Émile Borduas: 1905-1960）に学び、1945年にボルデュアを中心に設立されたシュールレアリスムに影響を受けた美術家グループ「Les Automatistes」に加わった。「Refus global」の宣言の署名者の一人となり、1946年にモントリオールで開かれた最初のグループ展に参加した。1946年にモダン・ダンスのダンサー、振付師のフランソワーズ・スペランス（Françoise Lespérance; 1927-2022）と結婚した。1947年にパリに移り、パリではシュールレアリスムの画家、アンドレ・ブルトンと知り合い、美術評論家ジョルジュ・デュテュイ（Georges Duthuit: 1891–1973）と知り合い支援を受けた。1948年に娘が生まれると、リオペル夫妻は短期間ケベックに戻るが12月にはパリに戻り、1949年にパリで最初の個展を開いた。パリで画家として成功し2人目の娘が生まれたが1953年にフランソワーズと離婚した。
1958年頃に最初の彫刻を制作し、その後アメリカ、ニューヨーク州のイースト・ハンプトンに1年間定住し、彫刻の制作に専念した。その後、パリで戻ると、サム・ザフラン（Sam Szafran: 1934-2019）と活動し、版画やコラージュも制作した。
1959年にアメリカ人画家ジョアン・ミッチェル（Joan Mitchell: 1925–1992）と交際を始め、1960年代を通じて同居し、クロード・モネが住んでいたジヴェルニーの近くに別々の家とスタジオを構えた。1979年まで2人の関係は続き、影響を与え合った。
1969年にカナダ勲章を受勲した。1888年と1994年にケベック国家勲章を受勲した。功績のあったカナダ人を顕彰するために作られたトロントの「Canada's Walk of Fame」に2000年にリオペルの功績を称えるプレートが埋め込まれた。
2002年にケベック州ショーディエール・アパラッシュ地域のSaint-Antoine-de-l'Isle-aux-Gruesで亡くなった。